# 1st King's Dragoon Guards
Il 1st King's Dragoon Guards era un reggimento di cavalleria del British Army. Il reggimento venne formato nel 1685 col nome di The Queen's Regiment of Horse, così chiamato in onore della regina Maria Beatrice d'Este, consorte di re Giacomo II. Venne rinominato The King's Own Regiment of Horse nel 1714 in onore di Giorgio I. Il reggimento ebbe il nome di 1st King's Dragoon Guards nel 1751.
Il reggimento prestò servizio come reparto di cavalleria sino al 1937 quando venne meccanizzato con carri armati leggeri. Il reggimento è divenuto parte dei Royal Armoured Corps nel 1939 per poi essere definitivamente unito al The Queen's Bays (2nd Dragoon Guards) nel 1959 per formare il 1st The Queen's Dragoon Guards.

## Storia

### I legami con gli Asburgo

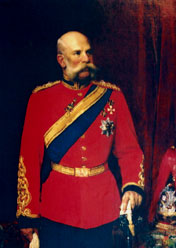
Francesco Giuseppe I in uniforme da colonnello del 1st Dragoon Guards

Nel marzo del 1896 l'imperatore Francesco Giuseppe I d'Austria venne nominato Colonnello in capo del reggimento, incarico che mantenne sino alla scoppio della prima guerra mondiale nel 1914. Fu a quell'epoca che sull'elmo delle guardie di questo reggimento venne posta l'aquila bicipite, emblema degli Asburgo d'Austria, rimpiazzata poi nel 1915. Il 2 dicembre 1908 l'imperatore istituì la Inhaber-Jubiläums-Medaille für Ausländer (Medaglia del giubileo del comandante per stranieri) per celebrare i suoi 60 anni di regno. Ai soldati inglesi di questo reggimento vennero concesse quindi 40 medaglie d'oro, 635 d'argento e 2000 di bronzo. Nel 1938 il reggimento pose nuovamente l'aquila bicipite quale proprio simbolo ma senza la pergamena sottostante.

### La prima guerra mondiale (1914-18)
Allo scoppio della guerra nel 1914 i KDGs erano di stanza a Lucknow, in India, come parte della brigata di cavalleria locale. Il reggimento venne fatto rientrare per essere destinato al teatro di guerra francese e giunse a Marsiglia il 7 novembre 1914. Il KDGs formava parte della 1st Indian Cavalry Division che prestò servizio sul Fronte occidentale. Il reggimento tornò in India nel 1917 ed aderì alla 1st (Peshawar) Division e durante il 1919 prese parte alla Terza guerra afghana.

### Terza guerra afghana (1919)
Il KDGs rimase aquartierato a Meerut sino all'ottobre del 1918 quando venne spostato con il 21st (Empress of India's) Lancers a Risalpur. Il 2 maggio 1919 le truppe afghane attraversarono il confine indiano ed all'emiro Amānullāh Khān venne intimato di ritirarsi, ma al suo rifiuto il Regno Unito inviò nuove truppe di rinforzo sul confine. I KDGs vennero mobilitati il 6 maggio e formarono parte della 1ª brigata di cavalleria del British Indian Army. Il reggimento prestò servizio quindi nella Terza guerra afghana e prese parte agli scontri presso il Passo Khyber e Dakka. L'8 agosto venne siglato un trattato di pace con l'Afghanistan ed i KDGs fecero ritorno a Risalpur il 28 agosto di quell'anno.

### La seconda guerra mondiale (1939-1945)
Il reggimento combatté con distinzione nel nord Africa ed in Sicilia ed Italia, sbarcando a Salerno sotto una fitta opposizione nemica. Essi furono la prima unità alleata ad entrare a Napoli. Lo scrittore gallese Norman Lewis nel suo diario a Napoli disse non solo che l'unità fu la prima ad entrare a Napoli nel 1943, ma che i suoi ufficiali furono i primi a strappare opere e dipinti dai palazzi dell'aristocrazia locale.

### Dopo la guerra
Il reggimento venne posto in servizio dopo la guerra a Omagh, nell'Irlanda del Nord prima di essere spostato in Germania nel 1952 come parte del British Army of the Rhine (BAOR) (Armata Britannica del Reno), inizialmente di stanza ad Amburgo, poi a Celle ed infine a Wolfenbüttel. Nel 1956 i KDG vennero inviati per servizio attivo in Malaya durante l'emergenza che scoppiò per l'unità del paese e vennero stazionati a Ipoh. Durante questo stesso periodo il reggimento prese parte alle operazioni nella giungla. Il reggimento fece ritorno in sede nel 1959 e stazionò a Jahore Beru nella caserma Majedee per poi tornare in patria.

## Onori in battaglia
- Blenheim, Ramillies, Oudenarde, Malplaquet, Dettingen, Warburg, Beaumont, Waterloo, Sevastopol, Forti di Taku, Pechino 1860, Sud Africa 1879, Sud Africa 1901-02
- Grande Guerra: Somme 1916, Morval, Francia e Fiandre 1914-17
- Tra le due guerre: Afghanistan 1919
- Seconda guerra mondiale: Beda Fomm, Difesa di Tobruk, Tobruk 1941, Fuga di Tobruk, Presa di Tobruk, Gazala, Bir Hacheim, Difesa della linea di Alamein, Alam el Halfa, El Agheila, Avanzata su Tripoli, Tebaga Gap, Point 201 (Muro Romano), El Hamma, Akarit, Tunisi, Nord Africa 1941-43, Presa di Napoli, Ponte di Scafati, Monte Camino, Attraversamento del Garigliano, Presa di Perugia, Arezzo, Linea Gotica, Italia 1943-44, Atene, Grecia 1944-45

## Membri notabili del reggimento
- Banastre Tarleton - ufficiale di cavalleria durante la Rivoluzione Americana, soprannominato "Bloody Ben"
- Alfred Hutton - autore, antiquario e spadaccino
- Francis Younghusband - soldato, esploratore, spiritualista
- Sir David Dundas, I baronetto - colonnello, 1813–1820
- John Doogan - soldato che ricevette la Victoria Cross durante la Prima guerra boera il 28 gennaio 1881 a Laing's Nek, Sudafrica
- James Lockhart Little - corridore che vinse la staffetta 1848 Grand National